# Птерелай
Птерелай (грец. Πτερέλαος) — онук (варіант: син) Посейдона, володар племені телебоїв, що жили на острові Тасос.
Сини Птерелая воювали з аргосцями. Один із аргоських володарів, Амфітріон, переміг телебоїв, але не міг подолати Птерелая, оскільки він мав подарований Посейдоном золотий локон — джерело сили. Дочка Птерелая, закохана в Амфітріона, вирвала в батька золотий локон і тим спричинила його смерть.